# Partia Emerytów i Rencistów „Nadzieja”
Partia Emerytów i Rencistów „Nadzieja” – koło poselskie działające w Sejmie I kadencji i polska partia polityczna istniejąca w latach 90.
Koło poselskie zostało założone pod tą nazwą w 1993 przez dwóch posłów z dotychczasowego Koła Poselskiego „Spolegliwość” (wybranych z listy Polskiej Partii Przyjaciół Piwa) i jednego z PSL. W jego skład weszli Krzysztof Ibisz, Adam Piechowicz i Józef Pawlak. Posłowie koła popierali rząd Hanny Suchockiej, głosując m.in. przeciw wotum nieufności w maju 1993.
Na jego bazie powołano także ugrupowanie polityczne pod tą samą nazwą, które nigdy nie podjęło szerszej działalności, nie brało udziału w jakichkolwiek wyborach i nie zostało ponownie zarejestrowane zgodnie z wymogami nowej ustawy o partiach politycznych (z 1997).